# Blahodatne, Ceaplînka
Blahodatne (în ucraineană Благодатне) este un sat în comuna Preobrajenka din raionul Ceaplînka, regiunea Herson, Ucraina.

## Demografie
Componența lingvistică a localității Blahodatne
     Ucraineană (37,97%)
     Rusă (1,9%)
     Alte limbi (0,63%)
Conform recensământului din 2001, nu exista o limbă vorbită de majoritatea populației, aceasta fiind compusă din vorbitori de ucraineană (37,97%) și rusă (1,9%).